# Kenshin Yasuda
Kenshin Yasuda (japanisch 保田 堅心 Yasuda Kenshin; * 5. März 2005 in Fukuoka, Präfektur Fukuoka) ist ein japanischer Fußballspieler.

## Karriere

### Verein
Kenshin Yasuda erlernte das Fußballspielen in den Jugendmannschaften von Sagan Tosu und Ōita Trinita. 2022 spielte er als Jugendspieler achtmal für die erste Mannschaft von Ōita Trinita in der zweiten japanischen Liga. Sein Zweitligadebüt gab Kenshin Yasuda am 5. Juni 2022 (20. Spieltag) im Heimspiel gegen den FC Machida Zelvia. Bei dem 3:1-Erfolg wurde er in der 86. Minute für Masaki Yumiba eingewechselt. Am 1. Februar 2023 wechselte er von der Jugend in die erste Mannschaft. Im Januar 2025 ging er nach Europa. Hier schloss er sich in Belgien der zweiten Mannschaft von KRC Genk. Die Mannschaft, auch bekannt als Jong Genk, spielt in der zweiten Liga, der Division 1B.

### Nationalmannschaft
Kenshin Yasuda spielte 2022 dreimal für die japanische U20-Nationalmannschaft. Hier kam er in den Qualifikationsspielen der Gruppe C zur U20-Asienmeisterschaft zum Einsatz.